# 中国人民解放军海军潜艇第一基地
海军潜艇第一基地，又被称为“龙宫”。位于山东省青岛市大港五号码头，是中国人民解放军北部战区海军的一支潜艇部队，为正军级编制。

## 沿革

### 初创时期
1949年9月21日，在中国人民政治协商会议第一届全体会议上，毛泽东宣布：“我们将不但要有一个强大的陆军，而且要有一个强大的空军和一个强大的海军。”中华人民共和国成立初期，刚刚成立的中国人民解放军海军航空兵对海攻击能力有限，需同中国人民解放军空军一起与台湾的中华民国国军争夺台湾海峡制空权，无法对中国人民解放军海军水面舰艇提供全方位的空中掩护。鉴于这种情况，1950年底，中国人民解放军海军正式向苏联提出订购潜艇并培训学员的要求。1951年4月20日，海军从陆军选调275名官兵，组成中国人民解放军海军潜艇学习大队，到苏联海军太平洋舰队驻旅顺潜艇分队学习。经过37个月的文化和技术学习，1954年6月中国第一代潜艇兵完成学业。1954年6月19日，经中央军委批准，中国人民解放军首支潜艇部队——海军潜水艇独立大队在青岛某军港成立。1954年6月24日，苏联“斯大林”型潜艇“C-52”及“C-53”号驶来旅顺移交给中方后，成为“新中国11号”（舷号401）及“新中国12号”（舷号402）潜艇。1954年6月28日，完成学业的中国第一代潜艇兵独立操纵从苏联人手中接收的这两艘中型潜艇，自旅顺老虎尾驶抵青岛，海军潜水艇独立大队由此开始执行远航巡逻警戒任务。
1952年5月，中国首个潜艇基地在青岛成立。后来发展为中国人民解放军海军潜艇基地（后来潜艇第二基地在三亚建成，该基地改称中国人民解放军海军潜艇第一基地）。中国第一支潜艇编队的驻泊地在青岛大港西侧的五号码头上，通过一道堤岸连接至陆地。该潜艇基地能遮蔽各方向的风浪。早年此处分布着德国专家设计建造的造船厂和港口设施，1914年11月此处被日本军队占领时，德国军队在投降前破坏了部分设施。该潜艇基地的建设任务由张瑞基上校（原陆军团长，没有受过工科教育）领导的海军青岛基地工程部以及苏联顾问、海军校官工程师瑙莫夫负责。在建设过程中为各个海军专业提供咨询的是海军青岛基地主要专业人员的顾问：格列别纽克、伊万诺夫斯基、克拉夫佐夫、马列涅茨等等。他们在海军青岛基地司令员高级顾问奥西波夫的领导下工作，潜艇支队长顾问库兹涅佐夫给予配合。建设工程从1951年开始，到1954年年底前，当学习队在旅顺口的培训完成时，青岛潜艇基地的建设也完成了，各项接收苏联潜艇的工作已准备完毕。青岛潜艇基地的建设工程修复了一座固定码头，设置了两座浮码头，并建成了一系列配套设施，在海岸基地内兴建了潜艇支队司令部大楼、营房、食堂、教学楼等建筑。
1954年春，苏联太平洋舰队向中国海军移交的第一批舰艇待发。该批舰艇包括：两艘7型驱逐舰（“果敢”号、“勤奋”号）、两艘254型基地扫雷舰、两艘M级潜艇（96型XV系列）。其中两艘M级潜艇是：M-276号潜艇（艇长奥舍罗维奇海军少校）1950年入役，M-277号潜艇（艇长索托索夫海军少校）1951年入役。1954年6月，准备移交给中国海军的第一批舰艇集结到苏联海参崴，1954年10月中旬驶出金角湾，以单纵队驶向青岛。出发后第5天，舰队驶进胶州湾。舰队中的两艘M级潜艇由中方潜艇支队全体艇员、指挥人员、业务长、苏联顾问及教官迎接。在中国海军中，两潜艇获得了新舷号：M-276艇为201号（命名为国防21号，艇长刘蕴苍），M-277艇为202号（命名为国防22号，艇长胡介山）。
1954年秋，苏联太平洋舰队向中国海军移交的第二批舰艇开始准备驶向青岛。该批舰艇包括：两艘7型驱逐舰(“纪录”号、“凛冽”号)、两艘C级潜艇（IX-乙型系列）、两艘M级潜艇（96型XV系列）、一支小型海岸防御猎潜舰（122型）大队。其中的四艘潜艇，在当时太平洋舰队的中型潜艇中，C-24艇（艇长卡赞采夫海军少校）和C-25艇（艇长佩克尔海军中校）是武器装备和技术设备等级最高的潜艇，M-278艇（艇长萨夫琴科海军少校）和M-279艇（拉夫里谢夫海军中校指挥）与先前已移交的同级潜艇一样，是该级最新潜艇。苏联太平洋舰队司令委托由舰队业务长组成的专门委员会监督舰艇移交的准备工作，该委员会的领导人是负责作战部门的舰队司令助理钦切拉泽海军少将。1955年5月底，准备移交的潜艇完成了出航前的准备工作。1955年6月，第二批全体舰艇在俄罗斯岛和波波夫岛之间的斯塔尔克海峡集结。1955年6月22日,开始以双纵队运动。1955年7月1日，舰队驶进胶州湾。随着这批新舰艇的来到，潜艇支队配备了具战斗力的潜艇，成为中国海军的完整潜艇编队。
1955年7月到12月，留在C级潜艇的苏联教官对中国学员进行了教学。1955年12月底，C-24号和C-25号潜艇降下苏联海军旗，升起中华人民共和国国旗。在中国海军中，各潜艇获得了新舷号：C-24艇为403号，C-25艇为404号，M-278艇为203号，M-279艇为204号。1956年1月，苏联教官离开C级潜艇回苏联，留在青岛的苏联专家继续帮助中方潜艇部队解决各种技术问题。
1954年4月，在苏联的帮助下，中国在上海江南造船厂首次装配制造新一代03型潜艇。1956年1月10日，毛泽东来到上海江南造船厂视察建造03型潜艇的工作，这是毛泽东一生唯一一次视察潜艇。十多天后，李国安赶到上海，出任第一艘03型潜艇艇长。1954年3月26日，由中国建造的第一艘03型潜艇下水，舷号115。后来，李国安被调到上海江南造船厂，专门负责03型潜艇的建造。1969年1月10日，在庆祝毛泽东视察115号潜艇13周年之际，海军授予该艇56—110荣誉舷号，这是中国人民解放军海军唯一授予荣誉舷号的潜艇。在北京召开的授予荣誉舷号大会上，海军司令员萧劲光亲自出席大会，海军参谋长潘焱宣读了海军授予“115”号潜艇荣誉舷号的决定。该艇曾经连续5年担任一号作战值班艇，先后4次完成海军重大远航巡逻任务，并突破第一岛链到太平洋训练。1983年11月14日，56—110号潜艇在青岛某军港退出现役。

### 核潜艇基地
1968年，海军核潜艇基地和第一艘核潜艇同时开工。1969年7月，海军自4个常规潜艇支队和一个护卫舰支队抽调36名官兵，组成中国首支核潜艇接艇队，艇长杨玺，政委崔桂江。这批人稍作集训后，便按各自专业到全国有关研究部门及工厂实习，一年后经考核全部合格。1970年10月，在中国首艘核潜艇下水前，接艇部队全体人员自全国各实习点返回核潜艇总体建造厂集中，准备接艇试航。同时，1970年10月海军又从常规潜艇部队抽调4艘艇的艇员共400多人，组成“09”大队，赴大连一海校、武汉二海校学习核潜艇专业技术（这批人分别在1971年和1972年学成回到青岛），“09”大队干部是王守仁、张作发、蒋家祥、李玉林。日后核潜艇部队便以1970年10月作为组建时间。1970年12月26日，中国自行研制的首艘核潜艇下水。1974年8月，中国首艘核潜艇正式服役。
1965年，中央专委第13次会议决定核潜艇重新上马。1970年，海军北海舰队第一工区成立“197”基地筹建处（团级），第一工区主任兼党委书记为戚贵峰。1971年3月，海军组成共67人的潜地导弹实习队，队长曲振牟，指导员何远迪，潜地导弹实习队赴外地实习。1972年，海军北海舰队正式成立“09”部队筹备委员会，统一领导核潜艇部队的管理和筹建，戚贵峰调任筹备委员会主任兼临时党委书记，张海云任副书记，已经组建的第一支核潜艇艇员队、第一支潜地导弹实习队、“197”基地筹建处全部划归“09”部队筹备委员会建制。1972年4月，北海舰队成立XX岛潜艇基地（团级），负责潜艇部队的后勤补给及维修保障工作，基地长申作太，政委胡杏远。1974年，中国首艘核潜艇正式建成服役，XX岛潜艇基地的人数达到两千余人，组建了设置较完备的领导机构及直辖专业大队。1975年，以“09”部队筹备委员会、XX岛潜艇基地为基础，成立核潜艇支队——“潜艇第一支队”，戚贵峰、张海云是主要负责人，当时核潜艇部队已形成司令部、政治部、后勤部、技术部及有关技术大队的编制。1976年，潜艇第一支队临时党委成立，书记张海云，副书记戚贵峰。1977年，何昌运任潜艇第一支队支队长，蒋家祥任政委。
1965年，中央专委第13次会议在决定核潜艇重新上马的同时，还批准了核潜艇码头、基地选址及建设，要求海军研究并提出意见。1967年12月，毛泽东亲自批准建设大型核潜艇综合保障基地，并且将该工程列为国家重点工程。该工程主要是由海军工程设计研究局负责设计，国家有关部委及科研部门协助设计。1968年，核潜艇基地正式开工。1960年代后期开始，核潜艇基地由新成立的海军北海舰队第一工区负责建设，同时还新组建了海军工程兵建筑第10团，第一工区主任戚贵峰等人率数千名建设人员施工，到1970年又增加3个工兵营及2个民兵大队,施工兵力最多时达12000余人。1981年6月，海军首个核潜艇基地主体工程完工。整个工程分成四部分：（1）主洞库及其附属配套工程；（2）港池、航道、码头；（3）导弹技术区；（4）营房、宿舍、公路等生活交通设施。该核潜艇基地工程获得1984年国家优秀设计金质奖以及1985年度国家级科技进步一等奖。1984年，核潜艇基地第二期工程开工。
1974年8月1日，中央军委发布命令，将中国第一艘攻击性鱼雷核潜艇“长征一号”编入海军战斗序列。1982年10月12日，潜地导弹从渤海海域的常规潜艇成功发射，由此中国成为世界少数拥有二次战略核打击能力的国家。1984年8月20日，美国海军部部长莱曼一行在大连市小平岛参观了中国核潜艇，这是中国核潜艇自下水以来第一次接受外国官员参观。1984年，中国人民解放军海军司令员刘华清上将访问英国、法国等国的战略核潜艇基地。1986年2月，中国核潜艇创造了全世界核潜艇一次最长航行时间新纪录，达90个昼夜。1988年9月15日，中国首次用导弹核潜艇发射潜地导弹（从水下发射运载火箭）成功，中国成为世界第五个拥有海基核威慑力量的核大国。
该基地建有两处潜艇维护和停泊基地。其中，在辽宁省大连市小平岛（位于大连和旅顺之间）建有中国最早的核潜艇基地，到2010年代由于周边人口日益密集，小平岛的这处核潜艇基地有计划迁址的传闻。另外还在青岛市沙子口建成了另一处核潜艇基地。
截至2011年，该潜艇基地军港连续10年获全国和全军评为绿化、环保先进单位，5次获海军评为“优秀军港”， 连续3次列优秀军港总分冠军。
该潜艇基地连续40多年未发生一起核事故，创造出了核潜艇运行安全的世界记录。2000年起，该基地还会同工业部门突破12项关键技术，使中国成为世界上第二个可实施核潜艇安全退役的国家。
1992年7月26日，中共中央总书记、中央军委主席江泽民在海军潜艇基地题词：“建设一支忠于党、忠于祖国、忠于人民的核潜艇部队。”
2013年11月，中共中央总书记、国家主席、中央军委主席习近平作出指示，充分肯定了海军潜艇第一基地官兵的事迹。2013年11月20日，中共中央宣传部、中国人民解放军总政治部、共青团中央在人民大会堂联合举行海军某潜艇基地官兵群体先进事迹报告会。中共中央政治局委员、中央军委副主席许其亮在报告会开始前会见了报告团成员。在报告会上，海军潜艇第一基地政委厉延明等人作了报告。

## 历任领导
| 司令员 - 朱意达（？—1985年8月） - 杨玺（1985年8月—1990年6月） - 杨继忠 海军少将（1991年8月—1994年4月） - 丁桂阁 海军少将（1994年—1996年12月） - 王福山 海军少将（1996年12月—2001年6月） - 刘毅 海军少将（2001年6月—2007年6月） - 袁誉柏 海军少将（2007年6月—2010年10月） - 高峰 海军少将（2010年10月—2014年） - 杨苏 海军少将（2014年—2016年） - 董震 海军少将（2017年1月—？） - 孔龙 海军少将（？—） | 政治委员 …… - 张天虎 海军少将（1985年8月—1990年6月） - 李俊琏 海军中将（1990年6月—1992年10月） - 邓宏 海军少将（1992年10月—1994年12月） - 倪志昌（1994年12月—1998年4月） - 张玉玺 海军少将（1998年4月—2002年12月） - 曲卫平 海军少将（2002年12月—2009年1月） - 厉延明 海军少将（2009年1月—2014年） - 张伯硕 海军少将（2014年—2017年） - 周平飞 海军少将（2017年—？） - 典平 海军少将（？—） |

| 副司令员 …… - 朱鹏飞 少将（1985年8月—1990年7月） - 丁桂阁 海军少将（1985年8月—1990年7月） - 徐彦鹏 海军少将（1985年8月—1992年10月） - 朱海根 海军少将（1990年6月—1995年12月） - 王福山 海军少将（1992年11月—1996年12月） - 孙建国 海军中将（1996年12月—2000年7月） - 邢玉启 海军少将（1999年7月—2004年7月） - 王维田 海军少将（2000年5月—？） - 杜永国 海军少将（2002年1月—2007年） - 薛法玉（2008年—？） - 高峰（？—2010年10月） - 董震（？—） - 杨苏（？—2014年） - 于正强（2014年—） | 副政治委员 …… - 刘健昌（？—？） - 倪志昌（1992年10月—1994年12月） - 孙承勤 海军少将（1995年12月—1999年12月） - 邵振清 海军少将（2002年7月—？） - 张远 海军少将（2003年12月—2007年） - 王殿斌（？—？） - 邱正兴（？—？） |

| 参谋长 …… - 王福山 海军大校（1990年6月—1992年11月） - 袁誉柏 海军大校（2003年12月—2007年6月） …… - 于正强 海军大校（？—2014年） …… | 政治工作部主任 （2016年深化国防和军队改革前为政治部主任） …… - 倪志昌（1985年8月—1992年10月） - 孙承勤 海军大校（1992年10月—1995年12月） - 刘国栋 海军大校（1995年12月—1998年12月） - 邱正兴 海军大校（？—？） - 梁桂林 海军大校（？—？） …… |

| 后勤部部长 …… - 朱海东 海军大校（？—？） …… | 装备部部长 …… - 刘广泉 海军大校（？—？） …… |